# Belgius
Belgius (auch Βόλγιος, Bólgios) war ein keltischer Stammesführer im 3. Jahrhundert v. Chr.
Er war Anführer einer Schar keltischer Krieger, die im Jahr 280 v. Chr. während eines Wanderungszuges der keltischen Stämme auf den Balkan im Reich Makedonien einfielen. Der makedonische König Ptolemaios Keraunos, der ihnen entgegenzog, wies ein Angebot des Belgius auf Abzug gegen Lösegeld ab. In der darauffolgenden Schlacht brachte Belgius dem Ptolemaios eine empfindliche Niederlage bei und zog dann mit seinem Heer plündernd durch Makedonien, bis ihn eine Aktion des Sosthenes von Makedonien zum Abzug zwang. Sein weiteres Leben ist unbekannt.